# 叠氮化亚铜
叠氮化亚铜的化学式为CuN3，是叠氮酸的亚铜盐。

## 制备
在叠氮化钠的存在下，亚硫酸氢钾还原硫酸铜(II)产生白色叠氮化亚铜沉淀：
4NaN3 + 4CuSO4 + 2KHSO3 + 2H2O → 4CuN3↓ + K2SO4 + 2Na2SO4 + 3H2SO4
叠氮酸的水溶液与铜粉反应也得到同样的爆炸性产物叠氮化亚铜。
叠氮化亚铜还可以通过叠氮化铜被水合肼溶液还原制得。

## 性质
叠氮化亚铜在220℃着火，曝光时分解为单质铜和氮气，它是由多聚物构成的锯齿链组成的化合物。加氰氨基钠于氯化亚铜的氯化钾溶液中得到极不稳定的氰氨基亚铜沉淀。